# Blackfriars (métro de Londres)
Blackfriars  est une station du métro de Londres sur la Circle line et la District line en zone 1. Elle est située dans le quartier Blackfriars de la Cité de Londres.
Elle permet des correspondances avec les trains de la gare de Blackfriars.

## Services aux voyageurs

### Desserte

Voies et quais de la station
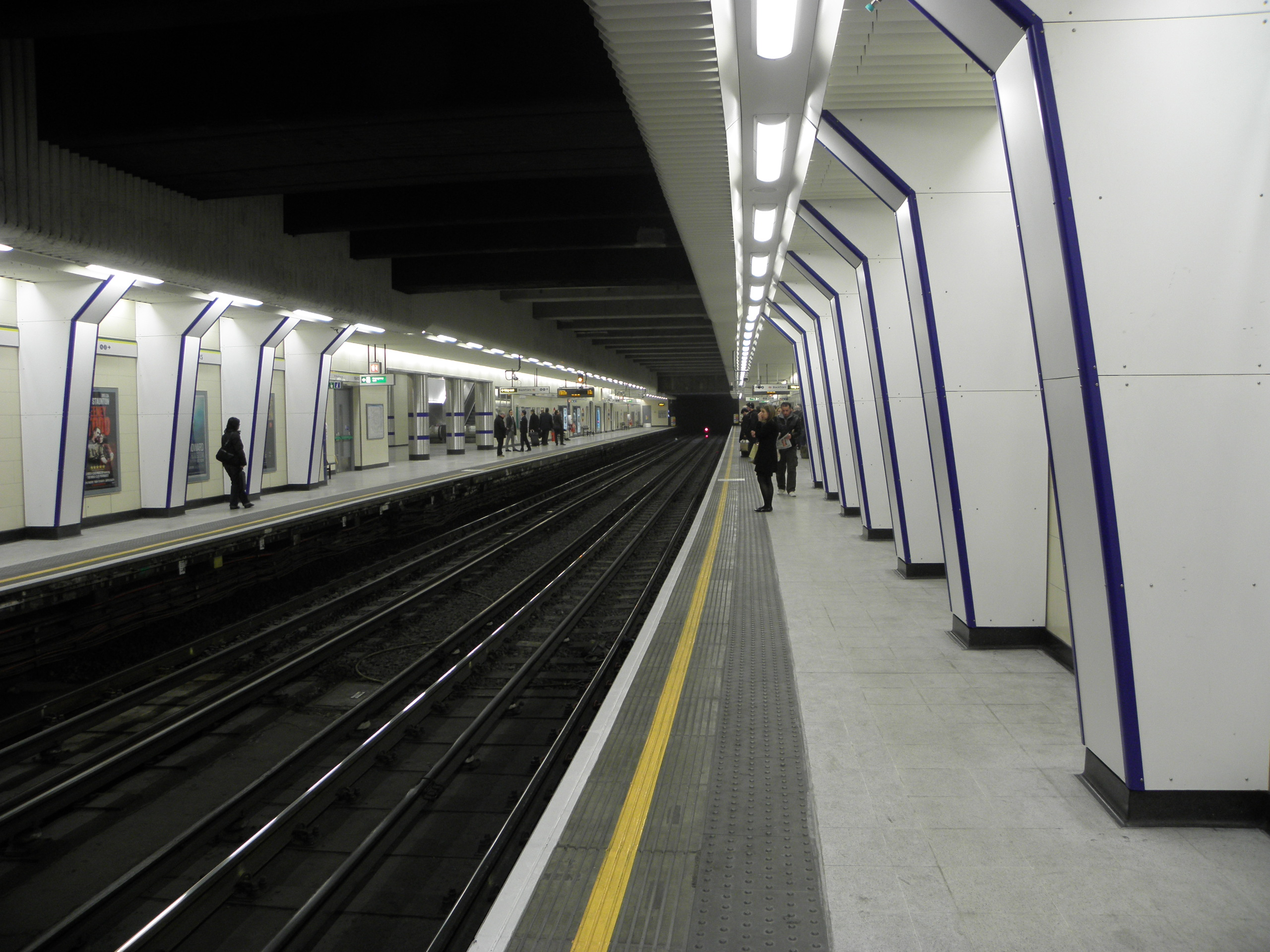
En 2012.
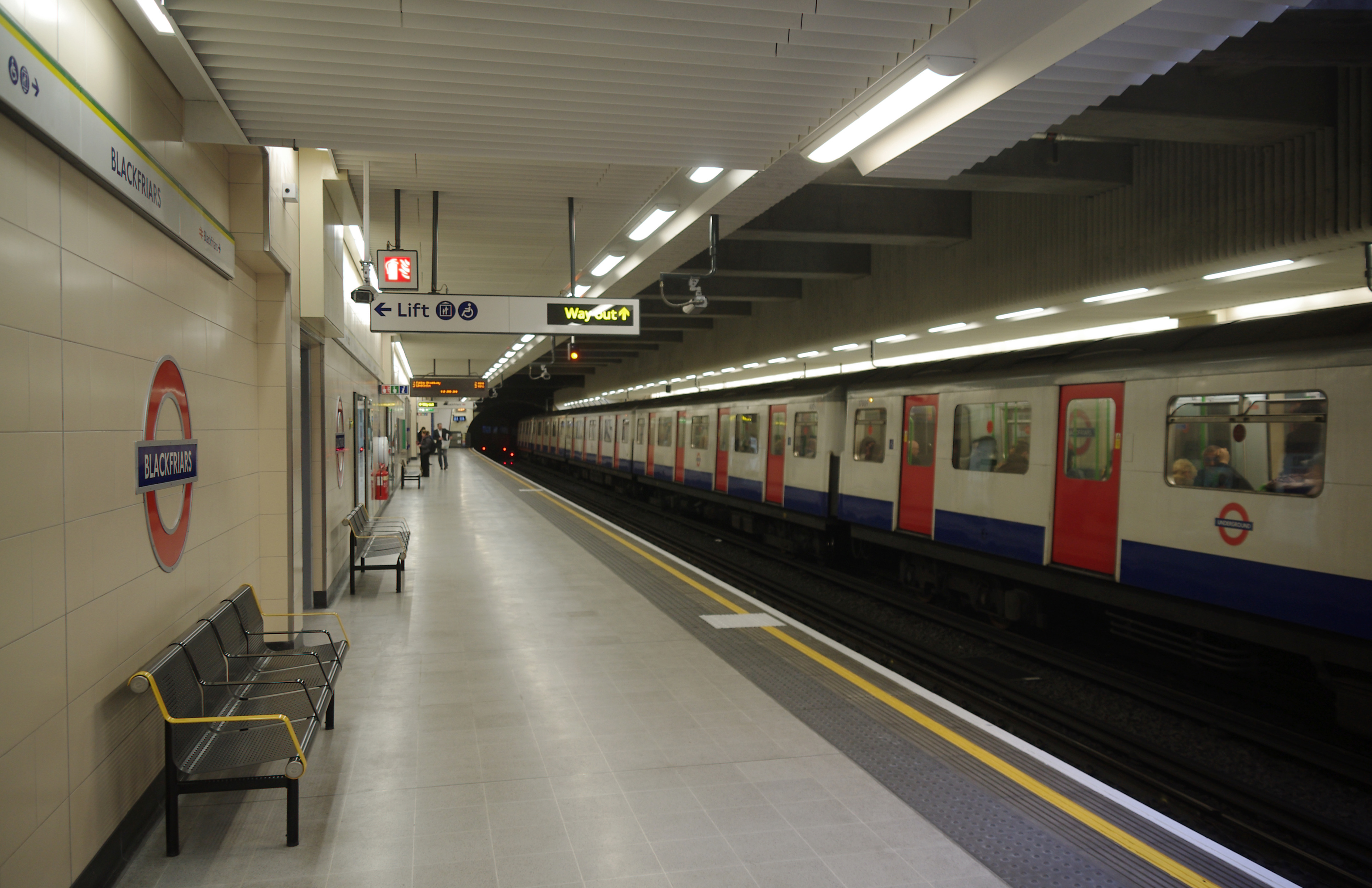
En 2012.

### Intermodalité
Elle permet des correspondances avec les trains de la gare de Blackfriars.